# تاتی گابریل
تاتیانا گابریل هابسون (انگلیسی: Tatiana Gabrielle Hobson؛ زاده ۲۵ ژانویه ۱۹۹۶) یک هنرپیشه اهل ایالات متحده آمریکا است. او به خاطر ایفای نقش گایا در سریال تلویزیونی علمی تخیلی ۱۰۰ نفر، بازی در سریال نتفلیکس ماجراجویی‌های هراس‌انگیز سابرینا، مارین بلامی در سریال نتفلیکس تو، و برای صداپیشگی پارک ویلو در انیمیشن کانال دیزنی شناخته شده‌است. او در فیلم آنچارتد (۲۰۲۲) نقش جو برداک، شخصیت منفی اصلی را بازی کرد.

## اوایل زندگی
تاتیانا گابریل هابسون که بیشتر با نام تاتی گابریل شناخته می‌شود، در ۲۵ ژانویه ۱۹۹۶ در سان فرانسیسکو، کالیفرنیا زاده شد. او یکی از سه فرزند تریسی هیویت هابسون اهل کره جنوبی است که توسط یک خانواده آفریقایی-آمریکایی به فرزندی پذیرفته شد. تری هابسون آفریقایی-آمریکایی پدر اوست. تاتی بازیگری را در کلاس سوم ابتدایی، در سرگذشت ناگوار، داستان‌های لمونی اسنیکت از لمونی اسنیکت، جایی که نقش اصلی لمونی اسنیکت را بازی کرد، آغاز کرد. او در دوره راهنمایی برای مدرسه هنرهای اوکلند تست داد و در برنامه تئاتر آنها پذیرفته شد. او در چندین نمایش اجرا و کارگردانی کرده‌است و جوایز متعددی را برای کارهایش در جشنواره‌های تئاتر مختلف از جمله جشنواره فرینج ادینبورگ در اسکاتلند دریافت کرده‌است. او از مدرسه هنر اوکلند با معدل ۳٫۷ فارغ‌التحصیل شد. او پس از دبیرستان به آتلانتا، نقل مکان کرد تا در کالج اسپلمن شرکت کند، جایی که در درام و فرانسه تحصیل کرد.

## حرفه
در نقش تاتیانا هابسون، اولین امتیاز گابریل به خاطر بازی در نقش کیتینگ در فیلم کوتاه شمشیر ماندن در سال ۲۰۱۴ است. در سال ۲۰۱۵، گابریل به لس آنجلس نقل مکان کرد. او در سال ۲۰۱۵ در فیلم کوتاه آدم ژندهپوش و فیلم تلویزیونی فقط جنا در سال ۲۰۱۶ در نقش مونیک بازی کرد.
گابریل نخستین نقش خود را به عنوان مهمان در نقش وکی جکی در قسمت «طناب رستاخیز»، از سریال کمدی کانال دیزنی، کی‌سی مخفی در سال ۲۰۱۶ انجام داد. او در همان سال در فیلم تاندرمن‌ها از نیکلودئون در قسمت «دزدیدن خانه» در نقش هک‌سا بازی کرد.
در سال ۲۰۱۷، گابریل اولین نقش تکرارشوندهٔ خود را به عنوان گایا در درام آخرالزمانی ۱۰۰ نفر دریافت کرد. در همان سال، او در قسمتی به نام «باب» از مجموعه آنتولوژی بعد ۴۰۴ که در آن خواهر آماندا را به تصویر می‌کشید، نمایش داده شد. گابریل همچنین صداپیشگی آدی را در فیلم شکلک (۲۰۱۷)، اولین نقش اصلی فیلم خود را بر عهده داشت و در فصل دوم هولو فریکیش در نقش بردی و در سریال پویانمایی رطیل از تی‌بی‌اس تکرار کرد.
در مارس ۲۰۱۸، گابریل در نقش اصلی پرودنس بلک وود در سریال اصلی نتفلیکس، ماجراهای هراس‌انگیز سابریانا  انتخاب شد. او در سال ۲۰۲۰ برای ایفای نقش اصلی در نقش مارین بلامی در فصل سوم سریال دلهره‌آور روان‌شناختی تو از نتفلیکس انتخاب شد، و در فصل چهارم نیز این نقش را ادامه داد. گابریل در سال ۲۰۲۲ در نقش شخصیت شرور جو برداک در فیلم آنچارتد بازی کرد.

## فیلم‌شناسی
| سال        | عنوان                                 | نقش              | یادداشت‌ها                                      |
| ---------- | ------------------------------------- | ---------------- | ---------------------------------------------- |
| ۲۰۱۴       | برای ماندن در شمشیر To Stay the Sword | کیتینگ           | فیلم کوتاه؛ ذکرشده به عنوان تاتیانا هابسون     |
| ۲۰۱۵       | ژنده‌پوش Tatterdemalion                |                  | فیلم کوتاه؛ ذکرشده به عنوان تاتیانا هابسون     |
| ۲۰۱۶       | فقط جنا Just Jenna                    | مونیک            | فیلم تلویزیونی؛ ذکرشده به عنوان تاتیانا هابسون |
| ۲۰۱۶       | کی‌سی مخفی                             | وکی جکی          | قسمت: «طناب رستاخیز»                           |
| ۲۰۱۶       | تاندرمن‌ها                             | هک‌سا             | قسمت: «دزدی خانه»                              |
| ۲۰۱۷–۲۰    | ۱۰۰ نفر                               | گایا             | نقش تکرارشونده؛ ۲۳ قسمت (فصل ۴–۷)              |
| ۲۰۱۷       | بعد ۴۰۴                               | خواهر آماندا     | قسمت: «باب»                                    |
| ۲۰۱۷       | فیلم شکلک                             | آدی (صدا)        | فیلم                                           |
| ۲۰۱۷       | عجیب و غریب                           | بردی             | ۴ قسمت                                         |
| ۲۰۱۷       | رطیل                                  | صداپیشه          | ۴ قسمت                                         |
| ۲۰۱۸–۲۰    | ماجراجویی‌های هراس‌انگیز سابرینا        | پرودنس بلک‌وود    | بازیگر اصلی                                    |
| ۲۰۲۰–اکنون | خانه جغد                              | ویولو پارک (صدا) | نقش تکرارشونده (فصل ۱) نقش تکرارشونده (فصل ۲)  |
| ۲۰۲۱–اکنون | تو                                    | مارین بلامی      | بازیگر اصلی (فصل ۳–اکنون)                      |
| ۲۰۲۲       | آنچارتد                               | جو برادوک        | فیلم                                           |
| TBA        | جیگ‌سا                                 | هانا کیم         | بازیگر اصلی، سریال آینده                       |

### بازی ویدئویی
| TBA | میان‌کهکشانی: پیامبر مرتد | جردن ای. مان |